# Alburquerque (Espagne)
Pour les articles homonymes, voir Alburquerque.
Alburquerque est une commune d’Espagne, dans la province de Badajoz, communauté autonome d'Estrémadure.

## Toponymie
Le nom est formé du latin albus, « blanc » et de quercus, « le chêne ».